# 高速船
高速船（こうそくせん、high-speed craft）は、通常の船舶より高速で航行できる船舶の一般名である。定義は国や機関によってさまざまであるが（#定義参照）、国土交通省海事局によれば航海速力22ノット以上の船舶のことである。高速船の運航には概して経費がかかるため、並行して一般の旅客用船舶が運航されている場合には、鉄道の列車と同様に乗船券の他に特急料金や急行料金が必要となる。

## 定義
国際海事機関（IMO）
国際海事機関（IMO）の高速船コード（International Code of Safety for High-Speed Craft、HSCコード）では、最高速度が秒速（m/s）で3.7*計画満載排水量（m3）*0.1667 以上である船舶が高速船（High-Speed Craft、HSC）とされる。すなわち高速船の基準となる速力は、計画満載排水量によって異なり、例えば、2,000トンでは25.54ノット以上、5,000トンでは29ノット以上の船舶が高速船とされる。ただし、この定義は国際航海に従事する船舶に対して用いられるもので、国内で使用する船舶には適用されない。
日本
国土交通省海事局や日本海難防止協会は、航海速力22ノット以上の船舶を高速船（高速旅客船）、35ノット以上の船舶を超高速船と定義している。
欧州
ドイツ船級協会が、HSCコードが適用されない船舶について、船速24ノット以上の船舶を高速船（high-speed vessel）、30ノット以上の船舶を高速艇（high speed craft）と分類しており、この分類が欧州で一般に用いられている。
米国
アメリカ沿岸警備隊が、HSCコードが適用されない船舶について、船速30ノット以上の船舶を高速船と定義することを提案している。

## 主な形態

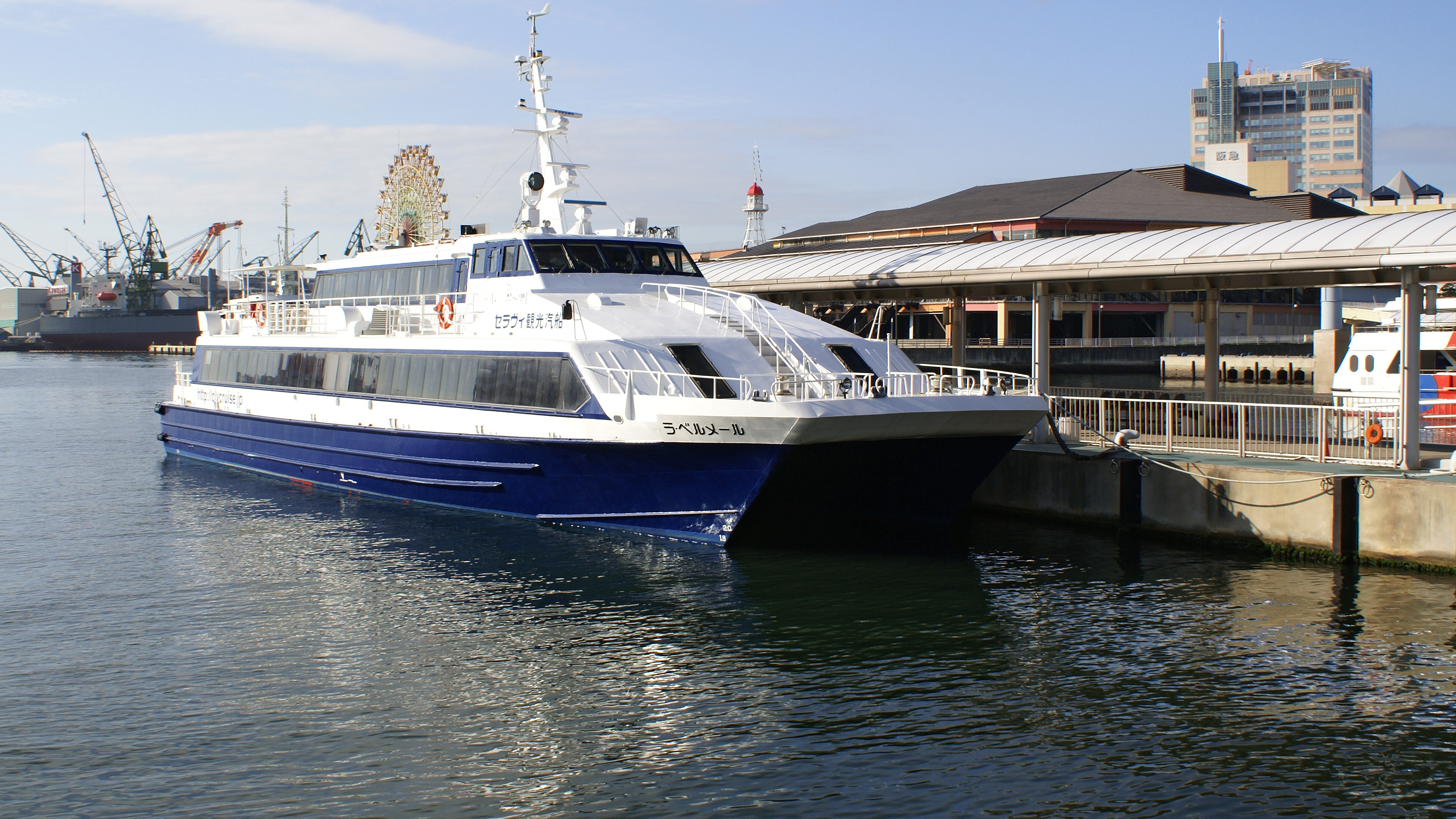
双胴型（ラ・ベルメール）

高速船の形態を左右するものは、次の3つの要素の組み合わせである。
船型
- 単胴（モノハル）
船型としては、丸形、ハードチャイン、ステップハイドロプレーン（ステップドハル）がある。丸形は船としてオーソドックスな船型、ステップハイドロプレーンは、中央部あたりから後部にかけ1段以上の段差が船底に設けられたもの、ハードチャインは船底外板と船側外板の接続部がナックルと呼ばれる角部をなす船型をいい、現在の旅客船航路に採用されているものとしてはハードチャインが一般的である。
また、水面から船体を浮上させ抵抗を軽減することにより高速化を実現するものに、水中翼を持つ水中翼船や、浮上用ファンにより船体下面にエアクッション層を形成するホバークラフトがある。
- 双胴（カタマラン）
船体を細くすることで造波抵抗を減らし、甲板面積を確保するために双胴としたもの。波浪の影響も受けにくく、速度と直進性に優れる。
  - 波浪貫通型双胴船
ウェーブ・ピアーサーを双胴船に適用したもので、船首部を波を貫通するような鋭い形状とすることによって、波による動揺や造波抵抗の軽減を図っている[3]。
  - 小水線面積双胴船 (SWATH)
半没水型双胴船とも呼ばれ、従来の双胴船と比較して喫水線付近を絞り込む事によって造波抵抗を減らす設計になっている[3]。船体が喫水線付近でくびれているので喫水線より下の区画の整備性においてやや難がある。
- 三胴（トリマラン）
カタマランの特徴をさらに伸ばしたもの。高速性能と安定性に優れるが、高コストで整備性にも難がある。ヨットや高速フェリー、一部の軍艦などで使われている。

推進装置
- スクリュープロペラ
- プロペラ
- ウォータージェット推進
全没水型のスクリュープロペラは高速回転になるにつれて航海速力が頭打ちとなるため、半没水型スクリュープロペラやウォータージェットが採用される。

原動機
- ガソリンエンジン
- ディーゼルエンジン
- ガスタービンエンジン
一般の船舶がもっぱら中・低速ディーゼル機関を利用するのに対し、高速船では高速ディーゼル機関を採用している。特に高出力を必要とする場合はガスタービンエンジンを採用する。どちらの機関を採用するかは、必要な出力、機関に割り当てられる空間、運航・維持経費などを考慮する必要がある。

上記3要素の組み合わせで、近年運航されているものを分類すると、次のようになる。なお、組み合わせによりメーカの名称に従っているものが多いので注意のこと。
滑走艇ハードチャイン船型、ディーゼル機関、プロペラ又はウォータージェット
翼付双胴船スーパージェット（ハイブリッド船型（双胴+全没水中翼）、ディーゼル機関、ウォータージェット）
水中翼船ジェットフォイル（全没水中翼、ガスタービンエンジン、ウォータージェット）、スーパーシャトル（全没型水中翼船、ディーゼル機関、ウォータージェット）
ホバークラフトホバークラフト（スカート付き、ディーゼル機関、空中プロペラ）
船体の素材は、必要な強度、工作性などにより様々であるが、高張力鋼又は軽合金が一般的である。なお、水中翼船ほど船体浮揚力には寄与しないが、航走時の姿勢制御や乗り心地改善などを目的として小さな水中翼を取り付けてライドコントロールと称しているものもある。
なお、現在日本では就航していない（国内に導入されていないか廃止又は開発中）のものとしては半没型（水面貫通型）水中翼船（ディーゼル機関、プロペラ、代表船型：PT50）、ホバークラフト（ガスタービン、空中プロペラ、代表船型：PP5）、側壁型エアクッション艇（ガスタービン、ウォータージェット、代表船型：TSL A）などがある。